# 不颜昔班
不颜昔班（?—1211年），蒙古帝国驸马。汪古部人，阿剌兀思剔吉忽里的长子。
不颜昔班娶成吉思汗第三女阿剌海别吉。1211年，阿剌兀思剔吉忽里被其部众想跟随乃蛮的人所杀，一并杀死不颜昔班。阿剌海别吉同镇国、不颜昔班幼弟孛要合，乘夜逃到至界垣，门己关闭，守者缒入接纳，于是避地云内州。